# جوجوتسو
جوجوتسو (ژاپنی: 柔術 jūjutsu, تلفظ در ژاپنی: [dʑɯ:ʑɯtsɯ] یا [dʑɯꜜ:ʑɯtsɯ] ) که با نام‌های جیو-جیتسو ژاپنی و به سادگی جیو-جیتسو یا جو-جیتسو (هر دو ‎/dʒuːˈdʒɪtsuː/‎ joo-JITS-oo) نیز شناخته می‌شود، یک هنر رزمی ژاپنی و سیستمی از مبارزه نزدیک است که می‌تواند به صورت دفاعی یا تهاجمی برای کشتن یا مهار یک یا چند حریف بی‌سلاح یا مسلح و زره‌پوش استفاده شود. زیرمجموعه‌ای از تکنیک‌ها از سبک‌های خاص جوجوتسو برای توسعه بسیاری از هنرهای رزمی و ورزش‌های رزمی مدرن، مانند جودو، آیکیدو، سامبو، جوجیتسو برزیلی، آربی و هنرهای رزمی ترکیبی استفاده شد.

## جوجیتسو در ایران
اولین مدال جهانی تاریخ ورزش جوجیتسو ایران در سال ۲۰۰۲ توسط علیرضا داودی در مسابقات جهانی جوجیتسو در کشور اروگوئه به‌دست آمد. این مدال برنز همچنین اولین مدال جهانی کسب شده در بین تمامی کشورهای آسیایی در رشته جوجیتسو محسوب می‌گردد

## ویژگی‌ها
«جو» را می‌توان به «ملایم، نرم، انعطاف‌پذیر، رام‌شونده، یا تسلیم‌شونده» ترجمه کرد، و «جوتسو» را می‌توان «هنر یا تکنیک» ترجمه کرد؛ بنابراین «جوجوتسو» به معنای «هنرِ تسلیم‌شوندگی» است، زیرا فلسفه اصلی آن این است که نیروی حریف را علیه خودش به کار گیرد نه اینکه با نیروی خود با آن مقابله کند. جوجوتسو برای مبارزه با ساموراییهای ژاپن فئودال به عنوان روشی برای شکست دادن حریفی مسلح و زره‌پوش توسعه یافت که در آن فرد از هیچ نوع سلاحی یا فقط از یک سلاح کوتاه استفاده می‌کند. از آنجا که ضربه زدن به حریف زره‌پوش بی‌اثر بود، تمرین‌کنندگان آموختند که کارآمدترین روش‌ها برای خنثی کردن دشمن به شکل پین کردن، قفل مفصل، و پرتاب کردن است. این تکنیک‌ها بر اساس اصل استفاده از انرژی مهاجم علیه خودش، به جای مقابله مستقیم با آن، توسعه یافتند.
تنوعات زیادی در این هنر وجود دارد که منجر به رویکردهای گوناگونی می‌شود. مدارس جوجوتسو (ریو) ممکن است تا حدی از انواع تکنیک‌های گراپلینگ استفاده کنند (مانند پرتاب کردن، زمین‌زدن، جارو کردن پا، به دام انداختن، پین کردن، قفل مفصل، گرفتن، گلوگرفتن، خفه کردن، چشم درآوردن، گاز گرفتن، کشیدن مو، رهایی، و ضربه زدن). علاوه بر جوجوتسو، بسیاری از مدارس استفاده از سلاحها را آموزش می‌دهند. امروزه، جوجوتسو هم به صورت سنتی برای دفاع شخصی و هم به صورت ورزشی مدرن تمرین می‌شود. اشکال ورزشی مشتق شده شامل ورزش‌های المپیک و هنر رزمی جودو است که توسط کانو جیگورو در اواخر قرن نوزدهم از چندین سبک سنتی جوجوتسو توسعه یافت، و همچنین سامبو و جوجیتسو برزیلی که از جودو مشتق شده‌اند.

## ریشه‌شناسی
جوجوتسو با استفاده از سیستم رومانی‌سازی هپبورن مشتق شده است. با این حال، قبل از نیمه اول قرن بیستم، جیو-جیتسو و جو-جیتسو ترجیح داده می‌شدند، حتی با وجود اینکه رومانی‌سازی دومین کانجی به صورت جیتسو وفادار به تلفظ استاندارد ژاپنی نیست. این یک املای غیر استاندارد بود که نتیجه نحوه شنیدن دومین «او» کوتاه در کلمه توسط انگلیسی‌زبانان بود، که به صورت /ɯ/ تلفظ می‌شود و بنابراین به «ای» کوتاه انگلیسی نزدیک است. این همچنین ممکن است بازتابی از گفتار شیتاماچی باشد که «جو» را با «جی» ادغام می‌کند. از آنجایی که هنرهای رزمی ژاپنی برای اولین بار در آن دوره زمانی در غرب به‌طور گسترده شناخته شدند، این املاهای قدیمی‌تر هنوز در بسیاری از نقاط رایج هستند. جو-جیتسو هنوز یک املای رایج در فرانسه، کانادا و بریتانیا است، در حالی که جیو-جیتسو بیشتر در آلمان و برزیل استفاده می‌شود. متفاوت از تلفظ ژاپنی، کلمه جوجوتسو هنوز معمولاً در ایالات متحده طوری تلفظ می‌شود که گویی جوجیتسو نوشته شده است.
برخی جوجوتسو و هنرهای مشابه را به‌طور محدود به عنوان سیستم‌های مبارزه نزدیک «بدون سلاح» تعریف می‌کنند که برای شکست دادن یا کنترل دشمنی که به‌طور مشابه بدون سلاح است استفاده می‌شود. روش‌های اصلی حمله شامل ضربه زدن، هل دادن یا مشت زدن، لگد زدن، پرتاب کردن، زمین‌گیر کردن یا بی‌حرکت کردن، خفه کردن، و قفل کردن مفاصل است. بوشی (جنگجویان کلاسیک) نیز زحمات زیادی کشیدند تا روش‌های دفاعی مؤثری را توسعه دهند، از جمله دفاع یا مسدود کردن ضربات، هل دادن و لگدها، پذیرش پرتاب‌ها یا تکنیک‌های قفل مفصل (یعنی افتادن ایمن و دانستن نحوه «ادغام» برای خنثی کردن اثر یک تکنیک)، رها کردن خود از چنگ دشمن، و تغییر یا جابجایی موقعیت برای فرار یا خنثی کردن حمله. از آنجایی که جوجوتسو یک اصطلاح جمعی است، برخی مدارس یا ریو اصل جو را بیشتر از دیگران پذیرفتند.
با این حال، از یک دیدگاه گسترده‌تر، بر اساس برنامه‌های درسی بسیاری از هنرهای کلاسیک ژاپنی، این هنرها شاید دقیق‌تر به عنوان روش‌های بدون سلاح برای مقابله با دشمنی مسلح، همراه با روش‌های استفاده از سلاح‌های جزئی مانند جوتته (باتوم؛ که به آن جیتر نیز گفته می‌شود)، تان‌تو (چاقو)، یا کاکوشی بوکی (سلاح‌های پنهان)، مانند ریوفوندو کوساری (زنجیر وزن‌دار) یا بانکوکوچوکی (نوعی دست‌بند انگشتی)، برای شکست دادن حریفان مسلح یا بدون سلاح تعریف شوند.
علاوه بر این، اصطلاح جوجوتسو گاهی برای اشاره به تاکتیک‌های مبارزه نزدیک که با سلاح‌های اصلی جنگجو استفاده می‌شدند نیز به کار می‌رفت: کاتانا یا تاچی (شمشیر)، یاری (نیزه)، ناگیناتا (گلیو)، جو (عصای کوتاه)، و بو (عصای بلند). این روش‌های مبارزه نزدیک بخش مهمی از سیستم‌های رزمی مختلفی بودند که برای استفاده در میدان نبرد توسعه یافتند. آنها را می‌توان به‌طور کلی به عنوان کاتوچو بو جوتسو یا یوروی کومیوچی (مبارزه با سلاح یا گلاویز شدن در حالی که زره پوشیده شده است) در دوره سنگوکو (۱۴۶۷–۱۶۰۳)، یا سوها دا بو جوتسو (مبارزه در حالی که لباس خیابانی عادی آن دوره، کیمونو و هاکاما، پوشیده شده است) در دوره ادو (۱۶۰۳–۱۸۶۷) مشخص کرد.
اولین کاراکتر چینی جوجوتسو (زبان‌های چینی and زبان ژاپنی: 柔; پین‌یین: róu; روماجی: jū; زبان کره‌ای: 유; romaja: yu) همانند اولین کاراکتر در جودو (زبان‌های چینی and زبان ژاپنی: 柔道; پین‌یین: róudào; روماجی: jūdō; زبان کره‌ای: 유도; romaja: yudo) است. دومین کاراکتر چینی جوجوتسو (نویسه‌های چینی سنتی and زبان ژاپنی: 術; نویسه‌های چینی ساده‌شده: 术; پین‌یین: shù; روماجی: jutsu; زبان کره‌ای: 술; romaja: sul) همانند دومین کاراکتر در بوجوتسو (نویسه‌های چینی سنتی and زبان ژاپنی: 武術; نویسه‌های چینی ساده‌شده: 武术; پین‌یین: ووشو; روماجی: bujutsu; زبان کره‌ای: 무술; romaja: musul) است.

## تاریخچه

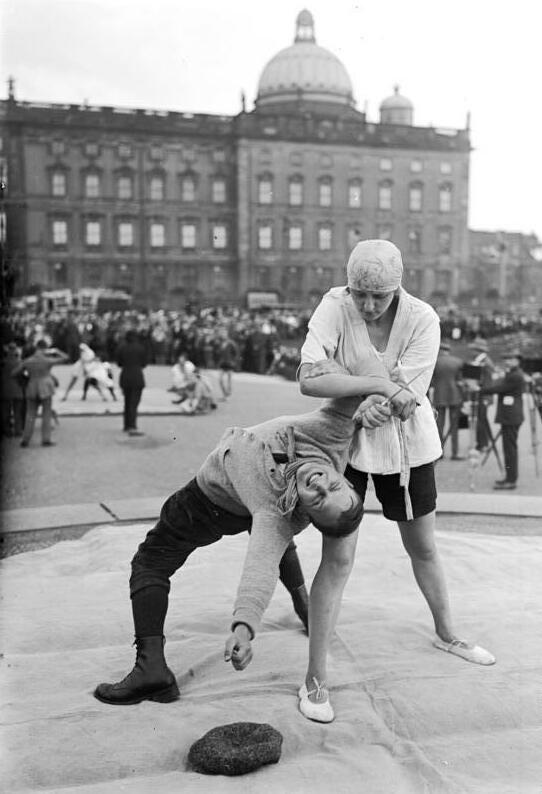
نمایش دفاع جوجوتسو در برابر حمله چاقو، برلین ۱۹۲۴

### ریشه‌ها
تاریخ مکتوب جوجوتسو برای اولین بار در دوره نارا (ح. 710 – c. 794) آغاز شد و اشکال اولیه سومو و هنرهای رزمی ژاپنی مختلف را که در میدان نبرد برای مبارزه نزدیک استفاده می‌شدند، ترکیب کرد. قدیمی‌ترین سبک‌های شناخته شده جوجوتسو، شیندن فودو-ریو (ح. 1130)، تنشین شودن کاتوری شینتو-ریو (ح. 1447)، و تاکه نوچی-ریو هستند که در دوره سنگوکو (ح. 1530s) تأسیس شد. بسیاری از فرم‌های جوجوتسو نیز به‌طور گسترده‌ای دفع و ضدحمله با سلاح‌های بلند مانند شمشیر یا نیزه را از طریق خنجر یا سایر سلاح‌های کوچک آموزش می‌دادند. در مقابل کشورهای همسایه چین و اوکیناوا که هنرهای رزمی آن‌ها بیشتر از تکنیک‌های ضربه زدن استفاده می‌کردند، فرم‌های مبارزه تن به تن ژاپنی به شدت بر پرتاب کردن (از جمله پرتاب‌های قفل مفصل)، بی‌حرکت کردن، قفل مفصل، خفه کردن، خفگی، و به میزان کمتری مبارزه در خاک تمرکز داشتند.
در اوایل قرن هفدهم در دوران دوره ادو، جوجوتسو به دلیل قوانین سختگیرانه‌ای که توسط شوگون‌سالاری توکوگاوا برای کاهش جنگ اعمال شد، تحت تأثیر فلسفه اجتماعی چینی کنفوسیوس‌گرایی نوین که در طول حملات هیده‌یوشی به کره به دست آمده بود و از طریق علمایی مانند فوجیوارا سه‌یکا در سراسر ژاپن گسترش یافت، به تکامل خود ادامه داد. در طول این ایدئولوژی جدید، سلاح‌ها و زره‌ها به اقلام تزئینی بلااستفاده تبدیل شدند، بنابراین مبارزه تن به تن به عنوان نوعی دفاع شخصی رونق گرفت و تکنیک‌های جدیدی برای انطباق با وضعیت در حال تغییر حریفان بدون زره ایجاد شد. این شامل توسعه تکنیک‌های مختلف ضربه زدن در جوجوتسو بود که بر ضربات محدود قبلی موجود در جوجوتسو که مناطق حیاتی بالای شانه‌ها مانند چشم‌ها، گلو و پشت گردن را هدف قرار می‌دادند، افزود. با این حال، در اواخر قرن هجدهم، تعداد تکنیک‌های ضربه زدن به شدت کاهش یافت زیرا آنها کمتر مؤثر و بیش از حد انرژی‌بر محسوب می‌شدند؛ در عوض ضربه زدن در جوجوتسو عمدتاً به عنوان راهی برای منحرف کردن حریف یا برهم زدن تعادل او در آستانه قفل مفصل، خفه کردن یا پرتاب استفاده می‌شد.
در همین دوره، مدارس متعدد جوجوتسو یکدیگر را به دوئل دعوت می‌کردند که به یک سرگرمی محبوب برای جنگجویان تحت یک دولت متحد صلح‌آمیز تبدیل شد. از این چالش‌ها، راندوری برای تمرین بدون خطر نقض قانون ایجاد شد و سبک‌های مختلف هر مدرسه از مبارزه با یکدیگر بدون قصد کشتن تکامل یافتند.
اصطلاح جوجوتسو تا قرن هفدهم ابداع نشد، پس از آن به یک اصطلاح کلی برای طیف گسترده‌ای از رشته‌ها و تکنیک‌های مرتبط با گراپلینگ تبدیل شد. قبل از آن زمان، این مهارت‌ها نام‌هایی مانند "گلاویز شدن با شمشیر کوتاه" (小具足腰之廻 kogusoku koshi no mawari), "گلاویز شدن" (組討 or 組打 kumiuchi), "هنر بدن" (体術 taijutsu), "نرمی" (柔 or 和 yawara), "هنر هماهنگی" (和術 wajutsu, yawarajutsu), "دست گیرنده" (捕手 torite)، و حتی "راه نرمی" (柔道 jūdō) (به قدمت ۱۷۲۴، تقریباً دو قرن قبل از اینکه کانو جیگورو هنر مدرن کودوکان جودو را تأسیس کند) داشتند.
امروزه، سیستم‌های مبارزه بدون سلاح که در طول دوره موروماچی (۱۳۳۳–۱۵۷۳) توسعه یافته و تمرین می‌شدند، به‌طور جمعی با عنوان جوجوتسو سبک قدیمی ژاپنی (日本古流柔術 Nihon koryū jūjutsu) شناخته می‌شوند. در این دوره تاریخی، سیستم‌های تمرین شده سیستم‌های مبارزه بدون سلاح نبودند، بلکه ابزارهایی برای یک جنگجوی بدون سلاح یا با سلاح سبک بودند تا با یک دشمن به شدت مسلح و زره‌پوش در میدان نبرد مبارزه کند. در نبرد، اغلب برای یک سامورایی غیرممکن بود که از شمشیر بلند یا نیزه خود استفاده کند، و بنابراین مجبور بود به شمشیر کوتاه، خنجر یا دستان خالی خود تکیه کند. هنگامی که کاملاً زره‌پوش بود، استفاده مؤثر از چنین سلاح‌های «جزئی» مستلزم به‌کارگیری مهارت‌های گلاویز شدن بود.
روش‌های مبارزه (همان‌طور که در بالا ذکر شد) شامل ضربه زدن (لگد زدن و مشت زدن)، انواع زمین‌زدن، زمین‌خوردن، پرتاب کردن (پرتاب‌های بدن، پرتاب‌های شانه و لگن، پرتاب‌های قفل مفصل، پرتاب‌های فداکارانه، از تعادل خارج کردن و پرتاب‌های جارو کردن پا)، مهار کردن (پین کردن، خفه کردن، گلاویز شدن، کشتی، و گره زدن طناب) و سلاح بود. تاکتیک‌های دفاعی شامل دفاع کردن، فرار، از تعادل خارج کردن، ادغام و فرار بودند. سلاح‌های جزئی مانند تان‌تو (چاقو)، ریوفوندو کوساری (زنجیر وزن‌دار)، کابوتو واری (شکننده کلاه خود)، و کاکو شی بوکی (سلاح‌های مخفی یا مبدل) تقریباً همیشه در جوجوتسو سنگوکو گنجانده شده بودند.

### توسعه
در زمان‌های بعدی، دیگر کو-ریو به سیستم‌هایی توسعه یافتند که برای تمرین‌کنندگان نیهون جوجوتسو که امروزه معمولاً دیده می‌شوند، آشناتر هستند. این‌ها به درستی به عنوان ادو جوجوتسو (تأسیس شده در دوره ادو) طبقه‌بندی می‌شوند: آنها عموماً برای مقابله با حریفانی طراحی شده‌اند که نه زره پوشیده‌اند و نه در محیط میدان نبرد هستند، بلکه به جای آن از گرفتن و نگه داشتن لباس حریف استفاده می‌کنند. بیشتر سیستم‌های ادو جوجوتسو شامل استفاده گسترده از آتمی وازا (تکنیک ضربه به نقاط حیاتی) است که در برابر حریف زره‌پوش در میدان نبرد کاربرد چندانی نخواهد داشت. با این حال، آنها در مواجهه با دشمن یا حریف در زمان صلح که لباس خیابانی عادی پوشیده‌اند (که به آن «سوها دا بوجوتسو» گفته می‌شود) بسیار ارزشمند خواهند بود. گهگاه، سلاح‌های نامحسوس مانند تان‌تو (خنجر) یا تسسن (بادبزن آهنی) در برنامه درسی ادو جوجوتسو گنجانده می‌شدند.

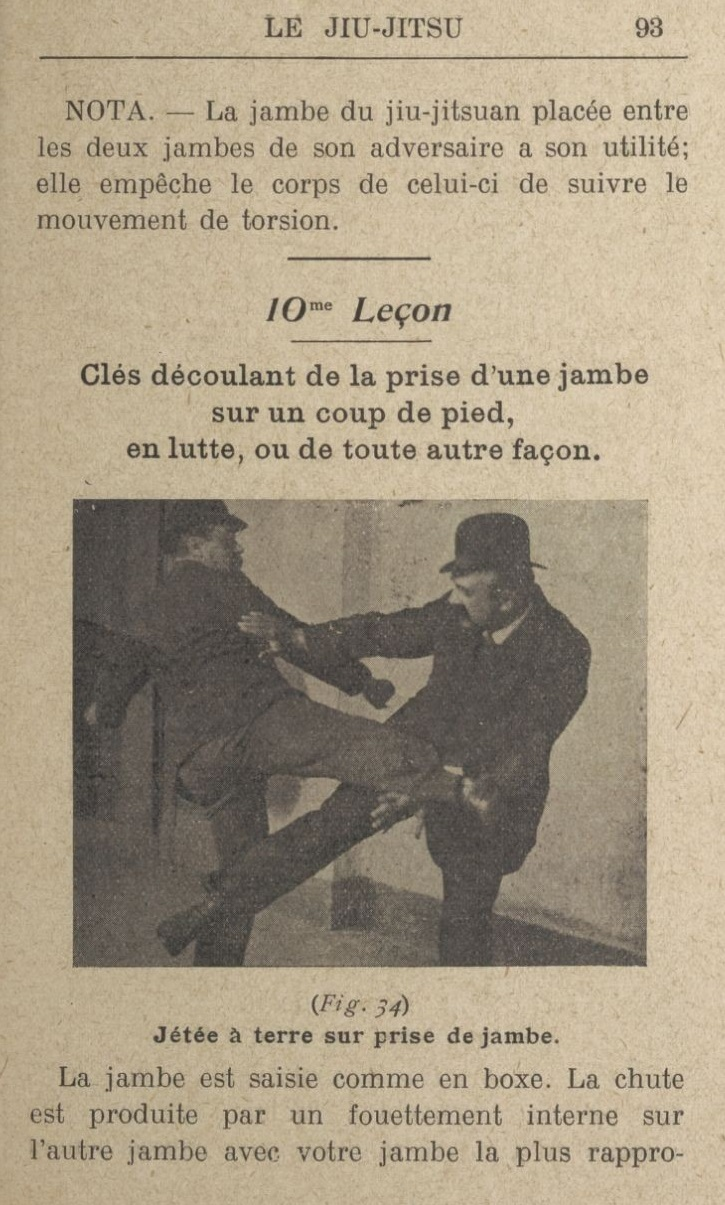
انتشار فرانسوی دربارهٔ جوجوتسو در سال ۱۹۱۱

یک جنبه تاریخی کمتر دیده شده دیگر، مجموعه‌ای از تکنیک‌ها است که در اصل در هر دو سیستم جوجوتسو سنگوکو و ادو گنجانده شده بود. با عنوان هوجو وازا (捕縄術 هوجوجوتسو، توری ناوا جوتسو، ناوا جوتسو، هایاکاوا و موارد دیگر) به آن اشاره می‌شود، این شامل استفاده از طناب هوجو (گاهی ساگیو یا تاسوکه) برای مهار یا خفه کردن مهاجم است. این تکنیک‌ها در دوران مدرن عمدتاً از کاربرد افتاده‌اند، اما واحدهای پلیس توکیو هنوز هم در استفاده از آنها آموزش می‌بینند و علاوه بر دستبند، طناب هوجو نیز حمل می‌کنند. تاکه نوچی-ریو بسیار قدیمی یکی از سیستم‌های شناخته شده‌ای است که آموزش گسترده در هوجو وازا را ادامه می‌دهد. از زمان تأسیس دوره میجی با لغو سامورایی‌ها و نپوشیدن شمشیر، سنت باستانی یاگیو شینگان-ریو (خطوط سندای و ادو) توجه زیادی را به جوجوتسو (یاوارا) موجود در برنامه درسی خود معطوف کرده است.
بسیاری دیگر از ریوهان‌های معتبر نیهون جوجوتسو وجود دارند اما به عنوان کوریو (سنت‌های باستانی) در نظر گرفته نمی‌شوند. اینها یا گندای جوجوتسو یا جوجوتسو مدرن نامیده می‌شوند. سنت‌های جوجوتسو مدرن پس از یا در اواخر دوره توکوگاوا (۱۸۶۸) تأسیس شدند، زمانی که بیش از ۲۰۰۰ مدرسه (ریو) جوجوتسو وجود داشت.
بسیاری از ریوها و ریوهای به ظاهر سنتی که معمولاً به عنوان جوجوتسو کوریو شناخته می‌شوند، در واقع جوجوتسوی گندای هستند. اگرچه در شکل‌گیری مدرن هستند، تعداد بسیار کمی از سیستم‌های جوجوتسوی گندای دارای پیوندهای تاریخی مستقیم با سنت‌های باستانی هستند و به اشتباه به عنوان سیستم‌های رزمی سنتی یا کوریو نامیده می‌شوند. برنامه درسی آنها منعکس‌کننده تمایل آشکار به تکنیک‌های جودو و سیستم‌های جوجوتسوی ادو است، و گاهی اوقات تأکید کمی بر قفل کردن بازو و پرتاب‌های قفل مفصل که در سبک‌های کوریو رایج بوده‌اند، دارند یا اصلاً تأکیدی ندارند. آنها همچنین معمولاً استفاده از سلاح‌های سنتی را آموزش نمی‌دهند، برخلاف سیستم‌های جوجوتسو سنگوکو که این کار را می‌کردند. احتمال کمتری در مواجهه با یک مهاجم زره‌پوش و استفاده از سلاح‌های سنتی دلیل این تمایل است.
با گذشت زمان، جوجوتسوی گندای مورد استقبال مقامات انتظامی در سراسر جهان قرار گرفته و همچنان پایه و اساس بسیاری از سیستم‌های تخصصی مورد استفاده پلیس است. شاید مشهورترین این سیستم‌های پلیسی تخصصی، سیستم تایهو جوتسو (هنر دستگیری) کیساتسوجوتسو (هنر پلیس) باشد که توسط اداره پلیس توکیو فرموله و به کار گرفته شد.
تکنیک‌های جوجوتسو سال‌هاست که اساس بسیاری از تکنیک‌های رزمی بدون سلاح نظامی (از جمله نیروهای ویژه بریتانیا/آمریکا/روسیه و واحدهای پلیس SO1) بوده است. از اوایل دهه ۱۹۰۰، هر یک از نیروهای نظامی در جهان دارای یک دوره مبارزه بدون سلاح هستند که بر اساس آموزه‌های اصلی جوجوتسو بنا شده است.
در اوایل دهه ۱۹۰۰ ادیت گارود اولین معلم زن بریتانیایی جوجوتسو شد، و یکی از اولین مربیان زن هنرهای رزمی در جهان غرب.
اشکال زیادی از جوجوتسوی ورزشی وجود دارد که اصلی‌ترین و محبوب‌ترین آنها جودو است که اکنون یک ورزش المپیکی است. یکی از رایج‌ترین آنها رقابت‌های سبک مختلط است که در آن شرکت‌کنندگان انواع ضربات، پرتاب‌ها و گرفتن‌ها را برای کسب امتیاز به کار می‌برند. همچنین مسابقات کاتا وجود دارد که در آن شرکت‌کنندگان با یک سبک یکسان تکنیک‌ها را اجرا می‌کنند و بر اساس عملکردشان قضاوت می‌شوند. همچنین مسابقات آزاد نیز وجود دارد که در آن شرکت‌کنندگان به نوبت به یکدیگر حمله می‌کنند و مدافع بر اساس عملکرد قضاوت می‌شود. یک شکل جدیدتر از رقابت که در اروپا بسیار محبوب شده است، شکل "حمله تصادفی" (Random Attack) است که شبیه به راندوری است اما رسمی‌تر.

## توضیحات
کلمه جوجوتسو را می‌توان به دو بخش تقسیم کرد. "جو" یک مفهوم است. ایده پشت این معنی "جو" "ملایم بودن"، "راه دادن"، "تسلیم شدن"، "ترکیب شدن"، "از مسیر آسیب دور شدن" است. "جوتسو" اصل یا بخش "عمل" جو-جوتسو است. در ژاپنی این کلمه به معنای هنر است.
سیستم‌های جوجوتسوی ژاپنی معمولاً در مقایسه با هنرهای رزمی مانند کاراته که بیشتر به تکنیک‌های ضربه زدن متکی هستند، تأکید بیشتری بر تکنیک‌های پرتاب، زمین‌گیر کردن، و قفل مفصلی دارند. تکنیک‌های ضربه زدن در بیشتر سیستم‌های قدیمی ژاپنی کمتر مهم تلقی می‌شدند، به دلیل محافظت زره بدنی سامورایی و همچنین به این دلیل که آنها کمتر از پرتاب‌ها و گلاویزشدن مؤثر تلقی می‌شدند، بنابراین عمدتاً به عنوان مقدمه‌ای برای تکنیک‌های گلاویزشدن و پرتاب‌هایشان استفاده می‌شدند، اگرچه برخی سبک‌ها، مانند یوشین-ریو، تنجین شین‌یو-ریو و کیوشین-ریو تأکید بیشتری بر ضربه زدن داشتند. با این حال، بسیاری از مدارس جوجوتسو امروزی شامل ضربه زدن هستند، هم به عنوان مقدمه‌ای برای تکنیک‌های بعدی و هم به عنوان یک عمل مستقل.
در جوجوتسو، تمرین‌کنندگان در استفاده از بسیاری از حرکات بالقوه کشنده یا ناتوان‌کننده، مانند پرتاب‌های قفل مفصل، آموزش می‌بینند. با این حال، از آنجا که دانش‌آموزان عمدتاً در محیطی غیررقابتی آموزش می‌بینند، خطر به حداقل می‌رسد. به دانش‌آموزان مهارت‌های زمین‌خوردن ایمن آموزش داده می‌شود تا بتوانند پرتاب‌های خطرناک دیگر را با ایمنی تمرین کنند.

## مدارس قدیمی و مشتقات
از آنجایی که جوجوتسو جنبه‌های بسیاری دارد، امروزه به بنیانی برای انواع سبک‌ها و مشتقات تبدیل شده است. هر مربی، با ادغام تکنیک‌ها و تاکتیک‌های جدید در آنچه که در ابتدا به او آموزش داده شده بود، ریو (مدرسه) یا فدراسیون خود را برای کمک به سایر مربیان، مدارس و باشگاه‌ها کدگذاری و توسعه داد. برخی از این مدارس مواد اصلی را به اندازه‌ای تغییر دادند که دیگر خود را سبکی از جوجوتسو نمی‌دانند. استدلال‌ها و بحث‌ها در میان انجمن‌های هنرهای رزمی در مورد اینکه آیا روش‌های خاصی در واقع جوجوتسو نیستند، مطرح شده است. ردیابی تاریخچه یک مدرسه خاص می‌تواند دست و پاگیر و در برخی شرایط غیرممکن باشد.
در حدود سال ۱۶۰۰، بیش از ۲۰۰۰ سبک کوریو جوجوتسو وجود داشت که بیشتر آنها حداقل برخی ریشه‌های مشترک، ویژگی‌ها و تکنیک‌های مشترک داشتند. ویژگی‌های فنی خاص، لیستی از تکنیک‌ها، و نحوه اجرای تکنیک‌ها از مدرسه‌ای به مدرسه دیگر متفاوت بود. بسیاری از کلیات ذکر شده در بالا برای برخی از مدارس جوجوتسو صادق نیستند. مدارس جوجوتسو با شجره‌نامه‌های طولانی عبارتند از:
- آسایاما ایچیدن-ریو 浅山一傳流
- آراکی-ریو
- فوسن-ریو 不遷流
- گیوکوشین-ریو
- هونتای یوشین-ریو 本體楊心流(تاکاگی ریو)高木流
- ایگا-ریو為我流
- کاشیما شین-ریو 鹿島神流
- کیتو-ریو 起倒流[۱۵][۱۶]
- کوکیشین-ریو九鬼神流[۱۷]
- کاسومی شین-ریو
- انشین-ریو
- کیوشین-ریو
- سکیگوچی-ریو 関口流
- شیندو یوشین-ریو 神道楊心流
- شیندن فودو-ریو
- سوسویشی-ریو 双水執流 (سوسویشیتسو-ریو)
- تاکه‌نوچی-ریو 竹内流
- تاتسومی-ریو 立身流
- تنشین شودن کاتوری شینتو-ریو
- تنجین شین‌یو-ریو 天神真楊流
- تسوتهومی هوزان-ریو (اصلی)
- تندن ریشین-ریو 天然理心流
- یاگیو شینگان-ریو 柳生心眼流
- یوشین-ریو 楊心流
- توتسوکا-ها یوشین-ریو
- تاکاگی یوشین-ریو
- ریویی شینتو-ریو

### آیکیدو
آیکیدو یک هنر رزمی مدرن است که عمدتاً در اواخر دهه ۱۹۲۰ تا دهه ۱۹۳۰ توسط موریهه‌ی اوشیبا از سیستم دایتو-ریو آیکی-جوجوتسو توسعه یافت. اوشیبا شاگرد موفق تاکه‌دا سوکاکو بود و آیکیدو یک پالایش سیستماتیک از تکنیک‌های دفاعی آیکی-جوجوتسو به گونه‌ای است که قصد دارد از آسیب دیدن مهاجم یا مدافع جلوگیری کند. آیکیدو در طول زندگی اوشیبا تغییرات زیادی کرد، بنابراین سبک‌های اولیه (مانند یوشینکان) بیشتر شبیه آیکی-جوجوتسوی اصلی هستند تا سبک‌هایی (مانند کی-آیکیدو) که بیشتر شبیه تکنیک‌ها و فلسفه‌ای هستند که اوشیبا در اواخر عمرش بر آن‌ها تأکید داشت.

### وادوریو
وادو-ریو (和道流) یکی از چهار سبک اصلی کاراته است که توسط هیرونوری اوتسوکا (۱۸۹۲–۱۹۸۲) بنیانگذاری شد. وادو-ریو ترکیبی از هنرهای رزمی ژاپنی مانند شیندو یوشین-ریو جو-جیتسو، شوتوکان کاراته و شیتو ریو کاراته است. این سبک نه تنها بر ضربه زدن بلکه بر تای ساباکی، قفل‌های مفصلی و پرتاب‌ها نیز تأکید دارد. ریشه‌های آن در توماری-ته است.
از یک دیدگاه، وادو-ریو ممکن است به جای کاراته، سبکی از جو-جیتسو در نظر گرفته شود. هیرونوری اوتسوکا جو-جیتسو را پذیرفت و برای مدتی مربی ارشد آن بود. هنگامی که اوتسوکا برای اولین بار مدرسه خود را در دای نیپون بوتوکو کای در سال ۱۹۳۸ ثبت کرد، این سبک «شینشو وادو-ریو کاراته-جوجوتسو» نامیده شد، نامی که ماهیت ترکیبی آن را منعکس می‌کند.
اوتسوکا یک تمرین‌کننده دارای مجوز شیندو یوشین-ریو و شاگرد یوشین-ریو بود که برای اولین بار با استاد کاراته اوکیناوایی گیچین فوناکوشی ملاقات کرد. پس از یادگیری از فوناکوشی، و پس از جدایی آنها، با اساتید اوکیناوایی مانند کنوا مابونی و موتوبو چوکی، اوتسوکا شیندو یوشین-ریو را با کاراته اوکیناوایی ادغام کرد. نتیجه تلاش‌های اوتسوکا، وادو-ریو کاراته است.

### بارتیتسو
جوجوتسو برای اولین بار در سال ۱۸۹۸ توسط ادوارد ویلیام بارتون-رایت به اروپا معرفی شد. او در یوکوهاما و کوبه تنجین شین‌یو-ریو و شیندن فودو-ریو را مطالعه کرده بود. او همچنین مدت کوتاهی در کودوکان در توکیو آموزش دید. پس از بازگشت به انگلستان، اصول اولیه همه این سبک‌ها، و همچنین بوکس، ساوات، و اشکالی از مبارزه با عصا را در یک سیستم دفاع شخصی تلفیقی به نام بارتیتسو ادغام کرد.

### جودو

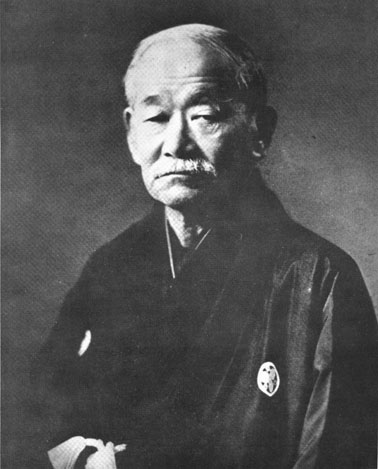
کانو جیگورو، بنیانگذار جودو

جودو مدرن نمونه کلاسیکی از ورزشی است که از جوجوتسو مشتق شده است. بسیاری از کسانی که جودو مطالعه می‌کنند، همان‌طور که کانو معتقد بود، جودو را نه یک ورزش بلکه یک سیستم دفاع شخصی می‌دانند که مسیری به سوی صلح و هماهنگی جهانی ایجاد می‌کند. یک لایه فراتر، برخی از هنرهای محبوب دارای مربیانی بودند که یکی از این مشتقات جوجوتسو را مطالعه کرده و سپس مشتق خود را در رقابت موفق ساختند. این امر خانواده‌ای گسترده از هنرهای رزمی و ورزشی را ایجاد کرد که می‌توانند شجره‌نامه خود را به نوعی به جوجوتسو ردیابی کنند.
نحوه مقابله با حریف نیز به فلسفه مربی در مورد مبارزه بستگی دارد. این امر در سبک‌ها یا مدارس مختلف جوجوتسو نیز منعکس می‌شود.
همه جوجوتسو در مسابقات ورزشی استفاده نمی‌شد، اما کاربرد عملی آن در دنیای سامورایی در حدود سال ۱۸۹۰ به پایان رسید. تکنیک‌هایی مانند کشیدن مو، فروکردن انگشت در چشم، و حملات به کشاله ران در ورزش قابل قبول نبودند و نیستند، بنابراین از مسابقات جودو یا راندوری حذف شدند. با این حال، جودو برخی از تکنیک‌های مرگبارتر و خطرناک‌تر را در کاتا خود حفظ کرد. کاتاها قرار بود توسط دانش‌آموزان در تمام درجات تمرین شوند، اما اکنون بیشتر به صورت رسمی به عنوان روال‌های کامل برای اجرا، مسابقات کاتا و رتبه‌بندی، و نه به عنوان تکنیک‌های دفاع شخصی فردی در کلاس، تمرین می‌شوند. با این حال، جودو مجموعه کامل تکنیک‌های خفه کردن و خفقان را برای فرم ورزشی خود و انواع قفل‌های مفصلی حفظ کرد. حتی تکنیک‌های زمین‌گیر کردن جودو دارای جنبه‌های دردناک، فشار بر ستون فقرات و دنده‌ها، و خفه کننده است. تسلیمی که توسط یک زمین‌گیر قانونی ایجاد می‌شود، یک برد مشروع محسوب می‌شود. کانو جنبه ایمن "مسابقه" جودو را بخش مهمی از یادگیری نحوه کنترل بدن حریف در یک مبارزه واقعی می‌دانست. کانو همیشه جودو را شکلی از، و توسعه‌ای از، جوجوتسو می‌دانست.
یک تکنیک جودو با گرفتن حریف آغاز می‌شود، سپس او را از تعادل خارج کرده و از حرکت او علیه خودش استفاده می‌کند و سپس تکنیک را اعمال می‌کند. کوزوشی (هنر برهم زدن تعادل) نیز در جوجوتسو استفاده می‌شود، که در آن حمله حریف با استفاده از حرکت او علیه خودش منحرف می‌شود تا حرکات او متوقف شده و سپس با یک تکنیک او را پرتاب یا زمین‌گیر کنند - بدین ترتیب حریف کنترل می‌شود. در هر دو سیستم شناخته شده است که کوزوشی برای استفاده از حداقل انرژی ممکن ضروری است. جوجوتسو از جودو در تعدادی از جنبه‌ها متفاوت است. در برخی شرایط، جودوکار با ضربه زدن به حریف در امتداد خط ضعف او، کوزوشی ایجاد می‌کند. سایر روش‌های ایجاد کوزوشی شامل گرفتن، چرخاندن، فروکردن یا ضربه زدن به نواحی بدن معروف به نقاط آتمی یا نقاط فشار (نواحی از بدن که اعصاب به سطح پوست نزدیک هستند – به کیوشو-جیتسو مراجعه کنید) برای برهم زدن تعادل حریف و آماده‌سازی پرتاب‌ها است.

### جوجیتسو برزیلی

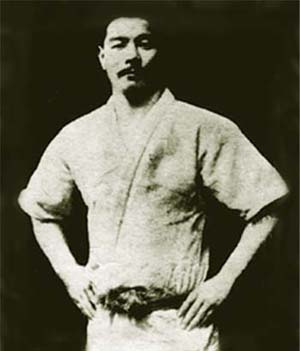
میتسویو مائه‌دا

جوجیتسو برزیلی (BJJ) پس از اینکه میتسویو مائه‌دا در سال ۱۹۱۴ جودو را به برزیل آورد، توسعه یافت. مائه‌دا موافقت کرد که این هنر را به لوییز فرانسا، جاسینتو فرو و کارلوس گراسی، پسر دوستش، تاجر و سیاستمدار گاستاو گراسی آموزش دهد. لوییز فرانسا نیز آن را به اوسوالدو فادا آموزش داد. پس از اینکه کارلوس این هنر را از فرو و مائه‌دا آموخت، دانش خود را به برادرانش اوسوالدو، گاستاو جونیور، و جورج منتقل کرد. در همین حال، هلیو گراسی با نگاه کردن به تمرین‌ها و با وجود اینکه به او گفته شده بود برای تمرین بسیار کوچک است، تکنیک‌ها را تمرین می‌کرد. در آن زمان، جودو هنوز معمولاً جوجیتسو کانو (از بنیانگذار آن کانو جیگورو) نامیده می‌شد، به همین دلیل این نوع سبک، جوجیتسو برزیلی نامیده می‌شود.
تأکید آن به مبارزه در خاک تغییر یافت زیرا خانواده گراسی معتقد بودند که یادگیری آن آسان‌تر از پرتاب‌ها و مبارزه ایستاده است، و همچنین برای محدودیت‌های فیزیکی یک فرد کوچک‌تر یا لاغرتر مناسب‌تر بود. کارلوس و هلیو این سبک را با ترویج مبارزات چالشی علیه تمرین‌کنندگان سایر هنرهای رزمی، مسابقات و آزمایش در طول دهه‌ها تمرین توسعه دادند. موفقیت متخصص BJJ، رویس گراسی در اولین مسابقات مدرن MMA در سراسر جهان، یواف‌سی، باعث برجستگی BJJ شد و عمدتاً به دلیل جلب توجه به اهمیت مبارزه در خاک در هنرهای رزمی ترکیبی، زمینه نوظهور را به پذیرش بسیاری از شیوه‌های آن سوق داد. BJJ عمدتاً یک سبک مبارزه مبتنی بر خاک است که تکنیک‌های گراپلینگ برد نزدیک را به کار می‌برد و از قفل‌های مفصلی و فنون خفه‌کننده برای تسلیم کردن حریف استفاده می‌کند (گراپلینگ تسلیمی). اما تکنیک‌های ایستاده کمتر تمرین شده در گراسی جوجیتسو در برخی از باشگاه‌های BJJ از میراث جودو و جوجوتسو آن باقی مانده‌اند (پرتاب‌های جودو، دفاع با چاقو، دفاع با اسلحه، دفاع، ضربه زدن، و غیره).

### سامبو

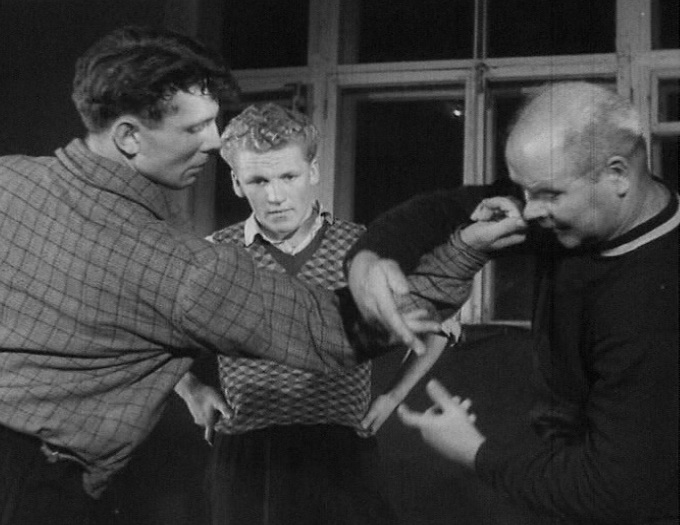
آناتولی خارلامپیف (راست) یک آماده‌سازی برای قفل استاندارد بازوی سامبو را نشان می‌دهد که اگر بیشتر ادامه یابد، بدون زمین‌زدن حریف، به یک هلد نلسون ایستاده تبدیل می‌شود.

سامبو (یک سرواژه از ساموزاشچیتا بز اروژیا، روسی برای "دفاع شخصی بدون سلاح") یک هنر رزمی شوروی اولیه، و یک نواده مستقیم جودو بود که در دهه ۱۹۲۰ توسط ویکتور اسپریدونوف، کهنه سرباز جنگ روسیه و ژاپن و مربی جوجوتسو انجمن ورزشی دینامو توسعه یافت. از آنجا که عمدتاً برای اهداف پلیس توسعه یافته بود، در سامبو تأکید ویژه‌ای بر قفل بازو و ضدحملات گراپلینگ ایستاده قرار گرفت تا بتوان بدون زمین زدن مظنون، او را از حالت نگه‌داشتن رها کرد، دستگیر کرد و اسکورت کرد؛ سامبو پرتاب‌ها را عمدتاً به عنوان یک ضدحمله دفاعی در صورت حمله غافلگیرانه از پشت استفاده می‌کرد. به جای زمین‌زدن، از شیک‌داون‌ها (حرکات تکان‌دهنده) برای از تعادل خارج کردن حریف بدون واقعاً به زمین انداختن او استفاده می‌کرد، در حالی که خود هنوز تعادل پایداری را حفظ می‌کرد. این در اصل یک نوع هنر رزمی مهارکننده بازو، کشتی بازویی ایستاده بود که از انواع مختلفی از قفل‌های بازو، گره‌ها و فنون فشاری (و ضدحملات برای محافظت از خود در برابر آنها) که بر انگشتان، شست‌ها، مچ دست، ساعد، آرنج، دوسر بازو، شانه و گردن حریف اعمال می‌شد، همراه با فشار انگشت بر نقاط مختلف نقاط ماشه‌ای بدن انسان، به ویژه حساس به فشار دردناک، و همچنین دستکاری آستین و یقه حریف برای بی‌حرکت کردن قسمت بالایی بدن، اندام‌ها و مهار او استفاده می‌کرد. سامبو جوجوتسو را با کشتی، بوکس و تکنیک‌های خشن برای موقعیت‌های شدید خیابانی ترکیب کرد.
بعدها، در اواخر دهه ۱۹۳۰ توسط ولادیسلاو وولکوف، شاگرد اسپریدونوف، روش‌مند شد تا در آکادمی‌های نظامی و پلیس تدریس شود، و در نهایت با تکنیک کشتی مبتنی بر جودو که توسط واسیلی اوشچپکوف توسعه یافته بود، ترکیب شد. اوشچپکوف سومین خارجی بود که جودو را در ژاپن آموخت و کمربند مشکی درجه دو را از خود کانو جیگورو دریافت کرد و شامل سبک‌های سنتی
کشتی محلی آسیای مرکزی که توسط شاگرد اوشچپکوف آناتولی خارلامپیف برای ایجاد سامبو مورد تحقیق قرار گرفت. از آنجا که اسپریدونوف و اوشچپکوف یکدیگر را به شدت دوست نداشتند، و هر دو به شدت با متحد کردن تلاش‌های خود مخالف بودند، شاگردان آنها بودند که اختلافات را حل کردند و یک سیستم ترکیبی تولید کردند. سامبوی ورزشی مدرن شبیه به جودوی ورزشی یا جوجیتسوی برزیلی ورزشی است با تفاوت‌هایی از جمله استفاده از کاپشن سامبوکا و شورت به جای کیکوگی کامل، و تأکید ویژه بر قفل پا و نگه داشتن، اما با تأکید بسیار کمتر بر گارد و فنون خفه‌کننده (ممنوع در مسابقه).

## مدارس مدرن
پس از معرفی جوجوتسو به غرب، بسیاری از این سبک‌های سنتی‌تر تحت فرایند تطبیق توسط تمرین‌کنندگان غربی قرار گرفتند و هنرهای جوجوتسو را متناسب با فرهنگ غرب در انواع بی‌شمار آن شکل دادند. امروزه بسیاری از سبک‌های جوجوتسو که به وضوح غربی شده‌اند، به درجات مختلفی به ریشه‌های ژاپنی خود پایبند هستند.
برخی از بزرگ‌ترین مدارس جوجوتسو گندای پس از اصلاحات (تأسیس شده پس از ۱۹۰۵) عبارتند از (اما قطعاً به این موارد محدود نمی‌شوند زیرا صدها (احتمالاً هزاران) شعبه جدید از «جوجوتسو» وجود دارد):
- جودو 柔道
- دانزان-ریو 檀[[[wikt:山|山]]流
- آیکیدو
- جوجیتسو برزیلی / جوجیتسو گراسی
- وادو-ریو
- هاکو-ریو
- هاپکیدو
- جوجیتسو دهمین سیاره
- شورینجی کان جیو جیتسو
- جوجیتسو هوکوتوریو
- جوجیتسو دایره کوچک
- آتمی جو-جیتسو / پاریسه جو-جیتسو
- جوجیتسو آلمانی
- بودوشین جو-جیتسو

### جوجوتسو ورزشی
انواع مختلفی از جوجوتسو ورزشی وجود دارد. یک نسخه از جوجوتسو ورزشی با نام «قوانین JJIF جوجیتسو ورزشی» شناخته می‌شود که توسط فدراسیون بین‌المللی جوجیتسو (JJIF) سازماندهی می‌شود. JJIF عضوی از گایسف است و به عنوان یک ورزش رسمی بازی‌های جهانی به رسمیت شناخته شده است.
جوجوتسو ورزشی در سه نوع اصلی وجود دارد. در دوئو (نمایش دفاع شخصی)، هر دو توری (مهاجم) و اوکه (مدافع) از یک تیم هستند و تکنیک‌های دفاع شخصی را به نمایش می‌گذارند. در این نوع، سیستم ویژه‌ای به نام حملات تصادفی وجود دارد که بر القای زمان واکنش سریع در برابر هر حمله معین از طریق دفاع و ضدحمله تمرکز دارد. توری و اوکه نیز از یک تیم هستند، اما در اینجا آنها نمی‌دانند حمله چه خواهد بود، که توسط داوران به توری داده می‌شود، بدون اطلاع اوکه.
نوع دوم سیستم مبارزه (فریفایتینگ) است که در آن شرکت‌کنندگان ضربه زدن، گلاویز شدن و تسلیم را تحت قوانینی که بر ایمنی تأکید دارند، ترکیب می‌کنند. بسیاری از تکنیک‌های بالقوه خطرناک مانند زمین زدن قیچی، قفل گردن و خفه کردن و قفل کردن انگشتی در جوجوتسو ورزشی ممنوع است. تعداد دیگری از سبک‌های جوجوتسو ورزشی با قوانین متفاوت وجود دارد.
نوع سوم سیستم ژاپنی/نه وازا (گلاویز شدن) است که در آن شرکت‌کنندگان به صورت ایستاده شروع می‌کنند و برای تسلیم کردن حریف تلاش می‌کنند. ضربه زدن مجاز نیست.
انواع دیگر رقابت شامل اسپارینگ، با مجموعه‌های قوانین مختلف است. مبارزه در خاک شبیه به BJJ، کاتا، و نمایش‌ها است.
اسپارینگ و مبارزه در خاک می‌توانند مجموعه‌های قوانین مختلفی بسته به سازمان داشته باشند. کاتا می‌تواند با دست باز یا با سلاح‌های سنتی جوجوتسو باشد و نمایش‌ها می‌توانند به صورت جفت یا تیمی متشکل از حداکثر ۷ نفر باشند.

## میراث و فلسفه
فرهنگ و مذهب ژاپنی در تصور عمومی با هنرهای رزمی در هم تنیده شده است. بودیسم، شینتو، تائوئیسم و فلسفه کنفوسیوس در ژاپن همزیستی دارند و مردم معمولاً آنها را به دلخواه خود ترکیب و تطبیق می‌دهند. این امر تنوع دیدگاه‌هایی را که در مدارس مختلف یافت می‌شود، منعکس می‌کند.
جوجوتسو فلسفه تسلیم در برابر نیروی حریف را بیان می‌کند، نه تلاش برای مقابله با نیرو با نیرو. دستکاری حمله حریف با استفاده از نیرو و جهت او به جوجوتسوکار اجازه می‌دهد تا تعادل حریف خود را کنترل کند و در نتیجه از مقاومت حریف در برابر ضدحمله جلوگیری کند.